# Stagioni dei Los Angeles Chargers
Questa è la lista delle stagioni sportive dei Los Angeles Chargers nella National Football League che documenta i risultati stagione per stagione dal 1960 ad oggi, compresi i risultati nei play-off.

## Risultati stagione per stagione
| Cronistoriadei San Diego Chargers | Cronistoriadei San Diego Chargers | Cronistoriadei San Diego Chargers | Cronistoriadei San Diego Chargers | Cronistoriadei San Diego Chargers | Cronistoriadei San Diego Chargers | Cronistoriadei San Diego Chargers | Cronistoriadei San Diego Chargers | Cronistoriadei San Diego Chargers | Cronistoriadei San Diego Chargers | Cronistoriadei San Diego Chargers                                                                                       |                              |
| Stagione di lega                  | Stagione di squadra               | Lega                              | Conference                        | Division                          | Stagione regolare                 | Stagione regolare                 | Stagione regolare                 | Stagione regolare                 | Play-off | Premi individuali |                              |
| Stagione di lega                  | Stagione di squadra               | Lega                              | Conference                        | Division                          | Pos.                              | V                                 | S                                 | P                                 | Play-off | Premi individuali |                              |
| --------------------------------- | --------------------------------- | --------------------------------- | --------------------------------- | --------------------------------- | --------------------------------- | --------------------------------- | --------------------------------- | --------------------------------- | --- | --- | ---------------------------- |
| 1960                              | {{{annof}}}                       | AFL                               |                                   | Western                           | 1                                 | 10                                | 4                                 | 0                                 | S AFC Championship contro gli Houston Oilers (16-24) | Inseriti nella AFL Western come Los Angeles Chargers.                                                                   |                              |
| 1961                              | {{{annof}}}                       | AFL                               |                                   | Western                           | 1                                 | 12                                | 2                                 | 0                                 | S AFC Championship contro gli Houston Oilers (3-10) | Cambiano sede e denominazione diventando San Diego Chargers.                                                            |                              |
| 1962                              | {{{annof}}}                       | AFL                               |                                   | Western                           | 3                                 | 4                                 | 10                                | 0                                 | non disputati | |                              |
| 1963                              | {{{annof}}}                       | AFL                               |                                   | Western                           | 1                                 | 11                                | 3                                 | 0                                 | V AFC Championship contro i Boston Patriots (51-10) | |                              |
| 1964                              | {{{annof}}}                       | AFL                               |                                   | Western                           | 1                                 | 8                                 | 5                                 | 1                                 | S AFC Championship contro i Buffalo Bills (7-20) | |                              |
| 1965                              | {{{annof}}}                       | AFL                               |                                   | Western                           | 1                                 | 9                                 | 2                                 | 3                                 | S AFC Championship contro i Buffalo Bills (0-23) | |                              |
| 1966                              | {{{annof}}}                       | AFL                               |                                   | Western                           | 3                                 | 7                                 | 6                                 | 1                                 | non disputati | Viene giocato il 1º Super Bowl.                                                                                         |                              |
| 1967                              | {{{annof}}}                       | AFL                               |                                   | Western                           | 3                                 | 8                                 | 5                                 | 1                                 | non disputati | |                              |
| 1968                              | {{{annof}}}                       | AFL                               |                                   | Western                           | 3                                 | 9                                 | 5                                 | 0                                 | non disputati | |                              |
| 1969                              | {{{annof}}}                       | AFL                               |                                   | Western                           | 3                                 | 8                                 | 6                                 | 0                                 | non disputati | |                              |
| 1970                              | {{{annof}}}                       | NFL                               | AFC                               | West                              | 3                                 | 5                                 | 6                                 | 3                                 | non disputati | Inseriti nella AFC West a seguito della fusione tra AFL e NFL                                                           |                              |
| 1971                              | {{{annof}}}                       | NFL                               | AFC                               | West                              | 3                                 | 6                                 | 8                                 | 0                                 | non disputati | |                              |
| 1972                              | {{{annof}}}                       | NFL                               | AFC                               | West                              | 4                                 | 4                                 | 9                                 | 1                                 | non disputati | |                              |
| 1973                              | {{{annof}}}                       | NFL                               | AFC                               | West                              | 4                                 | 2                                 | 11                                | 1                                 | non disputati | |                              |
| 1974                              | {{{annof}}}                       | NFL                               | AFC                               | West                              | 3                                 | 5                                 | 9                                 | 0                                 | non disputati | |                              |
| 1975                              | {{{annof}}}                       | NFL                               | AFC                               | West                              | 4                                 | 2                                 | 12                                | 0                                 | non disputati | |                              |
| 1976                              | {{{annof}}}                       | NFL                               | AFC                               | West                              | 3                                 | 6                                 | 8                                 | 0                                 | non disputati | |                              |
| 1977                              | {{{annof}}}                       | NFL                               | AFC                               | West                              | 3                                 | 7                                 | 7                                 | 0                                 | non disputati | |                              |
| 1978                              | {{{annof}}}                       | NFL                               | AFC                               | West                              | 3                                 | 9                                 | 7                                 | 0                                 | non disputati | Da questa stagione le partite della stagione regolare diventano 16.                                                     |                              |
| 1979                              | {{{annof}}}                       | NFL                               | AFC                               | West                              | 1                                 | 12                                | 4                                 | 0                                 | S Divisional play-off contro gli Houston Oilers (14-17) | |                              |
| 1980                              | {{{annof}}}                       | NFL                               | AFC                               | West                              | 1                                 | 11                                | 5                                 | 0                                 | V Divisional play-off contro gli Houston Oilers (20-14) S AFC Championship contro gli Oakland Raiders (27-34)                                                          | |                              |
| 1981                              | {{{annof}}}                       | NFL                               | AFC                               | West                              | 1                                 | 10                                | 6                                 | 0                                 | V Divisional play-off contro i Miami Dolphins (41-38 all'overtime) S AFC Championship contro i Cincinnati Bengals (7-27)                                               | |                              |
| 1982                              | {{{annof}}}                       | NFL                               | AFC                               | --                                | 6                                 | 6                                 | 3                                 | 0                                 | V First Round contro i Pittsburgh Steelers (31-28) S Second Round contro i Miami Dolphins (13-34)                                                                      | In questa stagione a causa di uno sciopero vennero giocate solamente 9 partite e non vi furono classifiche di Division. |                              |
| 1983                              | {{{annof}}}                       | NFL                               | AFC                               | West                              | 5                                 | 6                                 | 10                                | 0                                 | non disputati | |                              |
| 1984                              | {{{annof}}}                       | NFL                               | AFC                               | West                              | 5                                 | 7                                 | 9                                 | 0                                 | non disputati | |                              |
| 1985                              | {{{annof}}}                       | NFL                               | AFC                               | West                              | 3                                 | 8                                 | 8                                 | 0                                 | non disputati | |                              |
| 1986                              | {{{annof}}}                       | NFL                               | AFC                               | West                              | 5                                 | 4                                 | 12                                | 0                                 | non disputati | |                              |
| 1987                              | {{{annof}}}                       | NFL                               | AFC                               | West                              | 3                                 | 8                                 | 7                                 | 0                                 | non disputati | In questa stagione a causa di uno sciopero hanno giocato una partita in meno.                                           |                              |
| 1988                              | {{{annof}}}                       | NFL                               | AFC                               | West                              | 4                                 | 6                                 | 10                                | 0                                 | non disputati | |                              |
| 1989                              | {{{annof}}}                       | NFL                               | AFC                               | West                              | 5                                 | 6                                 | 10                                | 0                                 | non disputati | |                              |
| 1990                              | {{{annof}}}                       | NFL                               | AFC                               | West                              | 4                                 | 6                                 | 10                                | 0                                 | non disputati | |                              |
| 1991                              | {{{annof}}}                       | NFL                               | AFC                               | West                              | 5                                 | 4                                 | 12                                | 0                                 | non disputati | |                              |
| 1992                              | {{{annof}}}                       | NFL                               | AFC                               | West                              | 1                                 | 11                                | 5                                 | 0                                 | V Wild Card Game contro i Kansas City Chiefs (17-0) S Divisional play-off contro i Miami Dolphins (0-31)                                                               | |                              |
| 1993                              | {{{annof}}}                       | NFL                               | AFC                               | West                              | 4                                 | 8                                 | 8                                 | 0                                 | non disputati | |                              |
| 1994                              | {{{annof}}}                       | NFL                               | AFC                               | West                              | 1                                 | 11                                | 5                                 | 0                                 | V Divisional play-off contro i Miami Dolphins (22-21) V AFC Championship contro i Pittsburgh Steelers (17-13) S Super Bowl XXIX contro i San Francisco 49ers (26-49)   | |                              |
| 1995                              | {{{annof}}}                       | NFL                               | AFC                               | West                              | 2                                 | 9                                 | 7                                 | 0                                 | S Wild Card Game contro gli Indianapolis Colts (20-35) | |                              |
| 1996                              | {{{annof}}}                       | NFL                               | AFC                               | West                              | 3                                 | 8                                 | 8                                 | 0                                 | non disputati | |                              |
| 1997                              | {{{annof}}}                       | NFL                               | AFC                               | West                              | 5                                 | 4                                 | 12                                | 0                                 | non disputati | |                              |
| 1998                              | {{{annof}}}                       | NFL                               | AFC                               | West                              | 5                                 | 5                                 | 11                                | 0                                 | non disputati | |                              |
| 1999                              | {{{annof}}}                       | NFL                               | AFC                               | West                              | 3                                 | 8                                 | 8                                 | 0                                 | non disputati | |                              |
| 2000                              | {{{annof}}}                       | NFL                               | AFC                               | West                              | 5                                 | 1                                 | 15                                | 0                                 | non disputati | |                              |
| 2001                              | {{{annof}}}                       | NFL                               | AFC                               | West                              | 5                                 | 5                                 | 11                                | 0                                 | non disputati | |                              |
| 2002                              | {{{annof}}}                       | NFL                               | AFC                               | West                              | 3                                 | 8                                 | 8                                 | 0                                 | non disputati | |                              |
| 2003                              | {{{annof}}}                       | NFL                               | AFC                               | West                              | 4                                 | 4                                 | 12                                | 0                                 | non disputati | |                              |
| 2004                              | {{{annof}}}                       | NFL                               | AFC                               | West                              | 1                                 | 12                                | 4                                 | 0                                 | S Wild Card Game contro i New York Jets (17-20 all'overtime) | |                              |
| 2005                              | {{{annof}}}                       | NFL                               | AFC                               | West                              | 3                                 | 9                                 | 7                                 | 0                                 | non disputati | |                              |
| 2006                              | {{{annof}}}                       | NFL                               | AFC                               | West                              | 1                                 | 14                                | 2                                 | 0                                 | S Divisional play-off contro i New England Patriots (21-24) | |                              |
| 2007                              | {{{annof}}}                       | NFL                               | AFC                               | West                              | 1                                 | 11                                | 5                                 | 0                                 | V Wild Card Game contro i Tennessee Titans (17-6) V Divisional play-off contro gli Indianapolis Colts (28-24) S AFC Championship contro i New England Patriots (12-21) | |                              |
| 2008                              | {{{annof}}}                       | NFL                               | AFC                               | West                              | 1                                 | 8                                 | 8                                 | 0                                 | V Wild Card Game contro gli Indianapolis Colts (23-17 all'overtime) S Divisional play-off contro i Pittsburgh Steelers (24-35)                                         | |                              |
| 2009                              | {{{annof}}}                       | NFL                               | AFC                               | West                              | 1                                 | 13                                | 3                                 | 0                                 | S Divisional play-off contro i New York Jets (14-17) | |                              |
| 2010                              | {{{annof}}}                       | NFL                               | AFC                               | West                              | 2                                 | 9                                 | 7                                 | 0                                 | non disputati | |                              |
| 2011                              | {{{annof}}}                       | NFL                               | AFC                               | West                              | 2                                 | 8                                 | 8                                 | 0                                 | non disputati | |                              |
| 2012                              | {{{annof}}}                       | NFL                               | AFC                               | West                              | 2                                 | 7                                 | 9                                 | 0                                 | non disputati | |                              |
| 2013                              | {{{annof}}}                       | NFL                               | AFC                               | West                              | 3                                 | 9                                 | 7                                 | 0                                 | V Wild Card Game contro i Cincinnati Bengals (27-10) S Divisional play-off contro i Denver Broncos (17-24)                                                             | |                              |
| Totale                            | Totale                            | Totale                            | Totale                            | Totale                            | Totale                            | 417                               | 399                               | 11                                | Record di stagione regolare | Record di stagione regolare                                                                                             | Record di stagione regolare  |
| Totale                            | Totale                            | Totale                            | Totale                            | Totale                            | Totale                            | 11                                | 17                                |                                   | Record dei play-off | Record dei play-off | Record dei play-off          |
| Totale                            | Totale                            | Totale                            | Totale                            | Totale                            | Totale                            | 428                               | 416                               | 11                                | Stagione regolare e play-off | Stagione regolare e play-off                                                                                            | Stagione regolare e play-off |

Legenda
- Vittoria nel Super Bowl (dal 1966)
- Vittoria nella lega (1920-1969)
- Vittoria nella Conference

- Vittoria nella Division
- Qualificazione al Wild Card Game (dal 1978)
- V = Vittorie

- S = Sconfitte
- P = Pareggi
- T = Posizione a pari merito